# Qixifeest
Het Qixifeest is een oosters feest dat op de zevende dag van de zevende maand van de Chinese kalender plaatsvindt. Traditioneel gingen vroeger jonge meisjes op deze dag hun huiselijke kunsten demonstreren. Vooral meloenbewerken kwam voor. De meisjes wensten op deze dag voor een goede echtgenoot. Tegenwoordig gaan zowel vrijgezelle vrouwen als mannen op deze dag naar een Chinese tempel om aan de taoïstische godin Zevende zuster/Zhinü te offeren en te bidden voor een goed huwelijk dat komen zal.
De oorsprong van het feest gaat terug naar het liefdesverhaal van Niulang en Zhinü. De twee geliefden werden op een dag gescheiden en mochten jaarlijks maar één keer bij elkaar komen door middel van eksters die een brug vormen.

## Dagen van het Qixifeest omgerekend naar degregoriaanse kalender
| Datum            |
| ---------------- |
| 20 augustus 2015 |
| 09 augustus 2016 |
| 28 augustus 2017 |
| 17 augustus 2018 |
| 07 augustus 2019 |
| 25 augustus 2020 |
| 14 augustus 2021 |
| 04 augustus 2022 |
| 22 augustus 2023 |
| 10 augustus 2024 |
| 29 augustus 2025 |